# Джунглі

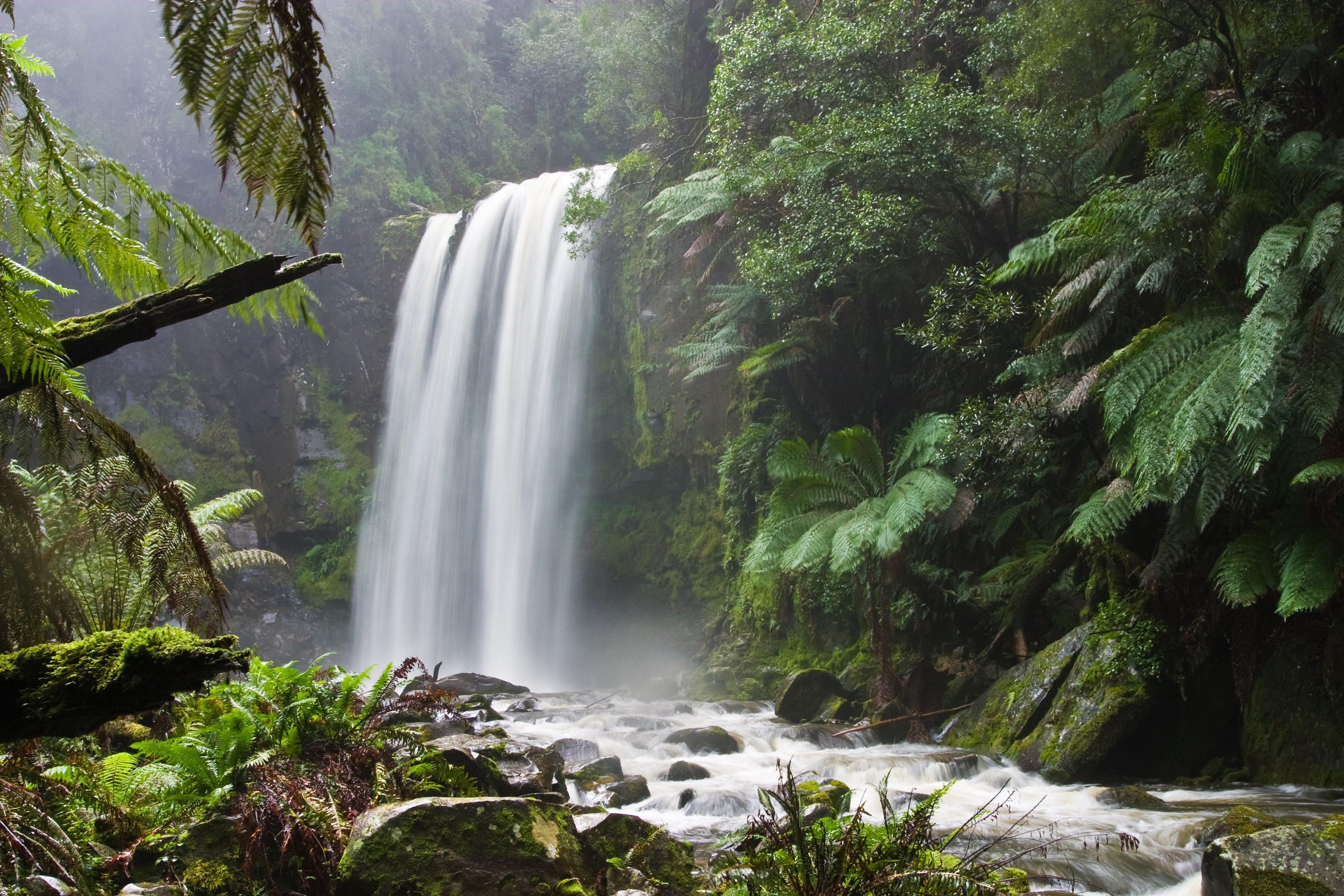
Водоспад в джунглях

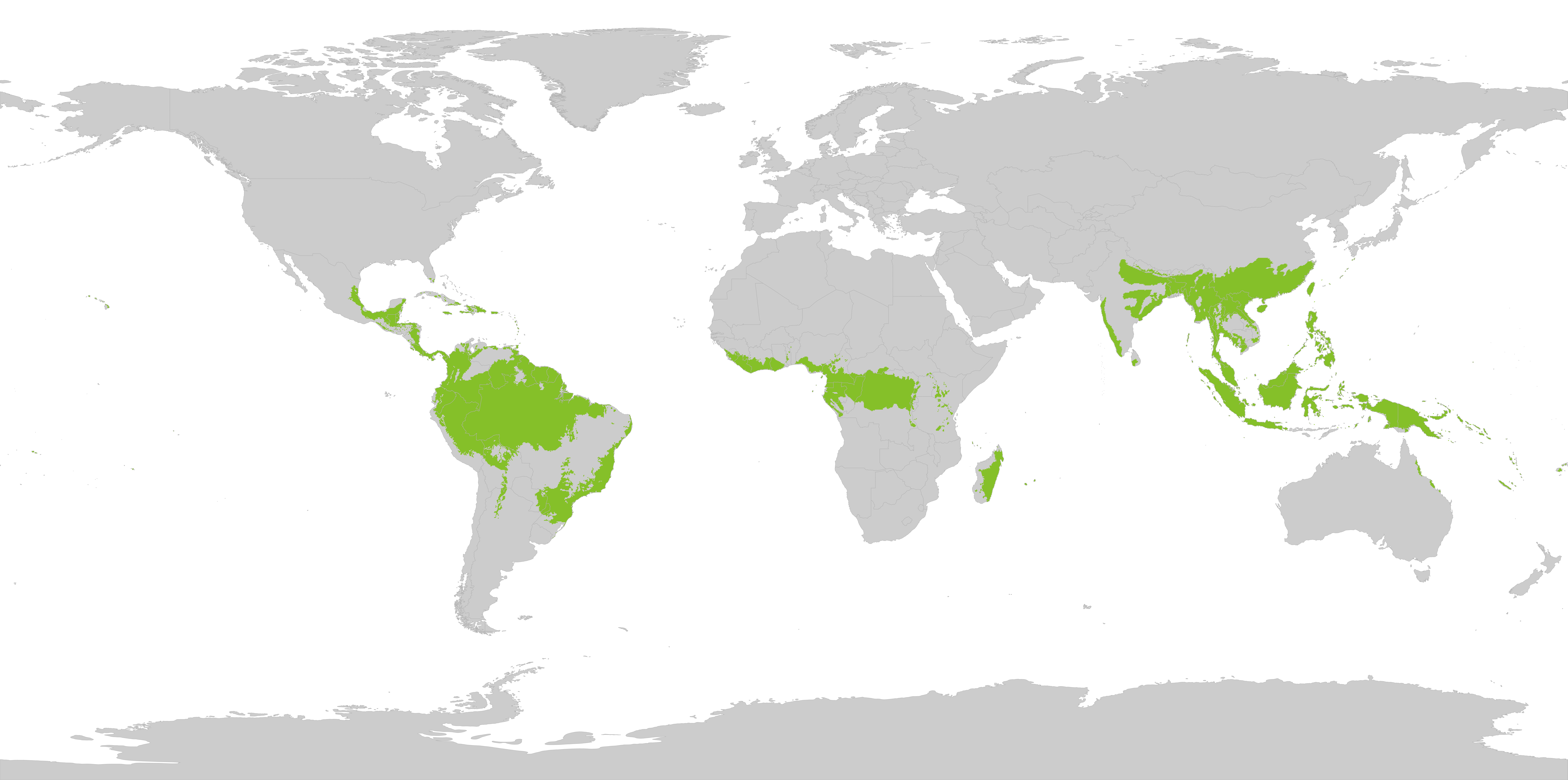
Поширення вологих тропічних лісів на Землі

Джу́нглі — розмовний термін, що означає густий і непрохідний тропічний ліс. Деревно-чагарникові чагарники у поєднанні з високими грубостебельними злаками. Під цим словом також розуміються непрохідні густі тропічні чи субтропічні ліси і чагарники, перевиті дерев'янистими ліанами, але у наукових колах таке розуміння вважається некоректним. Термін «джунглі» не відноситься ні до якогось певного типу рослинності, ні до якогось місця проживання. Територія джунглів повсюдно освоюється під господарські потреби, у зв'язку з чим вона зменшується. Багатство флори та фауни в порівнянні з минулим розмаїттям помітно.
Слово «джангал» походить з санскриту і означає непрохідні зарості. Англійці, що жили в Індії запозичили це слово, перетворивши його на англ. Jungle і застосовували його спочатку тільки для позначення бамбукових болотистих лісів Гіндустану і дельти Ґанґу.